# Malouinière de la Picaudais
 (janvier 2024).
La mise en forme du texte ne suit pas les recommandations de Wikipédia : il faut le « wikifier ».
Les points d'amélioration suivants sont les cas les plus fréquents. Le détail des points à revoir est peut-être précisé sur la page de discussion.
- Les titres sont pré-formatés par le logiciel. Ils ne sont ni en capitales, ni en gras.
- Le texte ne doit pas être écrit en capitales (les noms de famille non plus), ni en gras, ni en italique, ni en « petit »…
- Le gras n'est utilisé que pour surligner le titre de l'article dans l'introduction, une seule fois.
- L'italique est rarement utilisé : mots en langue étrangère, titres d'œuvres, noms de bateaux, etc.
- Les citations ne sont pas en italique mais en corps de texte normal. Elles sont entourées par des guillemets français : « et ».
- Les listes à puces sont à éviter, des paragraphes rédigés étant largement préférés. Les tableaux sont à réserver à la présentation de données structurées (résultats, etc.).
- Les appels de note de bas de page (petits chiffres en exposant, introduits par l'outil «  Source ») sont à placer entre la fin de phrase et le point final[comme ça].
- Les liens internes (vers d'autres articles de Wikipédia) sont à choisir avec parcimonie. Créez des liens vers des articles approfondissant le sujet. Les termes génériques sans rapport avec le sujet sont à éviter, ainsi que les répétitions de liens vers un même terme.
- Les liens externes sont à placer uniquement dans une section « Liens externes », à la fin de l'article. Ces liens sont à choisir avec parcimonie suivant les règles définies. Si un lien sert de source à l'article, son insertion dans le texte est à faire par les notes de bas de page.
- La présentation des références doit suivre les conventions bibliographiques. Il est recommandé d'utiliser les modèles {{Ouvrage}}, {{Chapitre}}, {{Article}}, {{Lien web}} et/ou {{Bibliographie}}. Le mode d'édition visuel peut mettre en forme automatiquement les références.
- Insérer une infobox (cadre d'informations à droite) n'est pas obligatoire pour parachever la mise en page.

Pour une aide détaillée, merci de consulter Aide:Wikification.
Si vous pensez que ces points ont été résolus, vous pouvez retirer ce bandeau et améliorer la mise en forme d'un autre article.
 (janvier 2024).
 (janvier 2024).
 (janvier 2024).
La malouinière de la Picaudais est une malouinière construite aux XVIe et XVIIe siècles comme maison de campagne d'un armateur malouin.
Il s'agit d'une propriété privée qui ne se visite pas.

## Situation
La malouinière de la Picaudais se trouve sur la commune de Saint-Père-Marc-en-Poulet, dans le département d'Ille-et-Vilaine. La malouinière est située entre le bourg de Saint-Marc-en-Poulet et, au sud du village voisin, La Gouesnière. On accède à la propriété par une allée rectiligne de 300 mètres de long, bordée de vieux peupliers trembles que complètent de jeunes chênes, qui aboutit aux quatre piliers marquant l'entrée de la Picaudais. Ensuite vient le portail d'entrée et, après avoir traversé les douves remplies d'eau, on arrive dans la cour de la demeure.

## Architecture
Le bâtiment actuel, construit par les deux architectes de Saint-Servan, englobe la construction du siècle précédent. Cette demeure est en partie entourée de douves empierrées et d'une vingtaine d'hectares de bois.
De plan rectangulaire, à huit travées, des chaînes d'angle encadrent des baies à petits carreaux, les bandeaux des corniches sont en pierre de taille de granite. La maçonnerie de moellons est enduite. Lucarnes et occuli sont à l'aplomb de certaines travées. La façade antérieure dont la travée axiale en ressaut est couronnée d'un toit à l'impériale, à forte pente, sur lequel se dressent deux grandes cheminées en briques jaunes, ainsi que d'autres plus petites étant parfois à épaulement. Au rez-de-chaussée, un vestibule dessert un petit salon. L'ensemble est recouvert d'un dallage en marbre de Carrare, et aux murs des boiseries aux angles arrondis se trouvent des menuiseries.[style à revoir] Subsiste à l'intérieur du logis un escalier en charpente rampe sur rampe dont les balustres sont tournées, leur donnant la forme de quilles. Les pièces sont en enfilade.
Au XIXe siècle, le propriétaire fait refaire la toiture recouverte en ardoise, [pas clair] les épis de faîtage des pavillons d'angle, ainsi que les nouvelles lucarnes et la restauration d'un enduit imitant les pierres des bandeaux horizontaux séparant les étages que l'on nomme faux appareil. C'est la seule malouinière à posséder une asymétrie de façade.
Avant 1848, le logis possède une aile en retour, perpendiculaire au nord et qui n'apparaît plus sur le cadastre. Elle est peut-être démolie lors de la réfection des toitures.
La demeure mesure 30 mètres de long sur sept de large, elle est simple en profondeur et s'étage sur trois niveaux : rez-de-chaussée, étage carré et étage de combles éclairés par des lucarnes et des oculi. La lumière pénètre dans les pièces par deux côtés.

### Dépendances
Dans la description des lieux que fait Théodore Chalmel, l'ensemble est dans un état de délabrement bien avancé.
- Jardins : au sud, clos de hauts murs.
- Puits
- Vivier, au sud-ouest du logis, il est accolé aux douves.
- Métairie noble, à l'opposé de l'ancienne.
- Métairie ancienne : au nord-est, de la demeure.
- Cour.
- Basse-Cour.
- Celliers : sont au sud du logis.
- Fournil : face à l'élévation sud collé au mur avec une seule porte.
- Colombier : un colombier figure sur le cadastre de 1809, mais ne nous donne pas le nombre de boulins dont il était garni. Il ne figure plus sur le cadastre de 1848.
- Chapelle : une première chapelle fut construite en même temps que le premier logis. En 1695 une seconde remplaça le premier oratoire détruit, et fut placée sous le vocable de la Vierge Marie et portait le nom de : Note-Dame de la Picaudays, en 1754, elle possédait deux autels l'un consacré  de saint-Roch[3], le second au bénéfice de saint-Sébastien[4] ; et avoisinait l'ancien manoir[5]. Ce lieu est détruit sous la Révolution.

## Historique
En 1513, la famille Lejars fait l'acquisition du domaine, puis en 1550 fait construire un premier logis dont il ne subsiste que peu de traces, mise à part les vestiges de la cheminée de la cuisine. Le logis actuel est élevé par deux architectes servannais, Vincent Perré Delacroix et Guillaume Ruffier, à la demande du nouveau propriétaire, un riche armateur malouin, négociant, membre de la Compagnie française des Indes orientales, puis de la Compagnie de Chine : René Hérisson (1641-1718); faisant du commerce sur la route de la Chine et du Pérou qui fait réaménager toute la décoration dans le goût de l'époque et de ses découvertes des pays asiatiques.

## Propriétaires successifs
- Famille : du Val (1513)[7]
- Famille : Lejar (1513-
- René Hérisson (1641-1718), armateur malouin, seigneur des Chesnais[8] un des plus riches armateurs de Saint-Malo, faisant commerce avec la Chine et le Pérou[9], dont la fortune dépasse le demi million de livres[10] - Jean Hérisson, armateur malouin 1727.
- Bernard Simiot (1904-1996), écrivain.
- Philippe Simiot, écrivain, ingénieur 1983.